# Duartina
Duartina is een gemeente in de Braziliaanse deelstaat São Paulo. De gemeente telt 12.796 inwoners (schatting 2009).

## Aangrenzende gemeenten
De gemeente grenst aan Avaí, Cabrália Paulista, Fernão, Gália, Lucianópolis en Piratininga.